# Anders (präst)
Anders, även hellig Anders (svenska: helige Anders), död 1205, var en dansk katolsk präst verksam i staden Slagelse på Själland.

## Biografi
Anders betraktades av danska folket som helgon, men är inte upptagen i den romersk-katolska kyrkans helgonlängd. Om honom berättas en mängd sägner och legender. Då han på en pilgrimsfärd till Jerusalem blivit övergiven av sina följeslagare, under det han förrättade sin bön, fördes han på en vit häst genom luften tillbaka till sitt fädernesland, där han vaknade, liggande på "Hvilehøj" vid Slagelse. Detta ställe utmärks genom ett stort träkrucifix, Hellig Anders Kors. 
En saga berättar, att kungen hade lovat skänka Slagelse så mycket jord, som Anders kunde rida omkring på ett nio nätter gammalt föl, under det kungen låg i badet. På detta sätt sägs denna stad ha fått sin ovanligt vidsträckta jordegendom. Liksom Västmanlands apostel, David, var Anders så helig, att han kunde hänga sina handskar på solens strålar, medan han gjorde sin bön.